# الحكومة الانتقالية لجمهورية الكونغو الديمقراطية
الحكومة الانتقالية لجمهورية الكونغو الديمقراطية تم تكليفها بالانتقال من الدولة التي مزقتها حرب الكونغو الثانية (1998-2003) إلى حكومة تستند إلى دستور تم الاتفاق عليه بالإجماع. في عام 2001، اغتيل الرئيس لوران كابيلا وعُين ابنه جوزيف كابيلا رئيساً للدولة.
في يوليو 2002 تم التوقيع على اتفاق بريتوريا بشأن انسحاب القوات الأجنبية.
في أكتوبر 2002، تفاوض جوزيف كابيلا على انسحاب القوات الرواندية التي تحتل شرق الكونغو. بعد شهرين، تم التوقيع على «الاتفاقية الشاملة» من قبل جميع الأطراف المتحاربة المتبقية لإنهاء القتال وتشكيل حكومة وحدة وطنية.
يكتب برونير: على مدى بضعة أشهر بعد توقيع اتفاقية صن سيتي، كانت الأمور في حالة ركود حيث واصل المندوبون في الحوار بين الكونغوليين النقاش في بريتوريا حول كيفية تحويل قطعة الورق التي وقعوا عليها إلى نوع من الواقع. وفي الأول من نيسان (أبريل) 2003، تبنوا أخيرًا مسودة الدستور التي عُرضت عليهم في 6 آذار (مارس)، واتفقوا على الخطوط العريضة للحكومة الانتقالية.
في 7 أبريل 2003، أدى جوزيف كابيلا اليمين كرئيس انتقالي. في 6 مايو 2003، تم تسمية آخر نواب الرئيس الأربعة المتفق عليهم، أزاريا روبيروا عن التجمع من التجمع الكونغولي من أجل الديمقراطية. انضم إلى عبد الله يروديا ندومباسي في حكومة كابيلا، جان بيير بمبا عن حركة تحرير الكونغو، وآرثر زهيدي نغوما عن المعارضة السياسية. 
تم الإعلان عن تشكيل الحكومة الأولى في 1 يوليو. 
في 17 يوليو 2003، أدى أربعة نواب لرئيس الحكومة الانتقالية في جمهورية الكونغو الديمقراطية لمدة عامين اليمين الدستورية في كينشاسا، ولكن بعد يوم واحد في 18 يوليو، رفض المسؤولون الحكوميون الانتقاليون المعينون من قبل التجمع الكونغولي من أجل الديمقراطية - غوما وحركة تحرير الكونغو قسم المنصب لأنه شمل قسم الولاء للرئيس جوزيف كابيلا. 
وعلى مدار شهر أيلول / سبتمبر، نفذ وجود معزز لبعثة الأمم المتحدة عملية «منطقة بونيا الخالية من الأسلحة» لتجريد المقاطعة من السلاح. لقد كانت ناجحة جزئيًا، على الرغم من استمرار الصراعات في المنطقة.
وانتهت الفترة الانتقالية بانتهاء الانتخابات العامة لعام 2006 وأداء كابيلا اليمين كرئيس في 6 كانون الأول / ديسمبر 2006.

## روابط خارجية
- المركز الدولي للعدالة الانتقالية، جمهورية الكونغو الديمقراطية
- كتاب حقائق العالم لوكالة المخابرات المركزية
- رؤساء الدول وأعضاء مجلس الوزراء في الحكومات الأجنبية - جمهورية الكونغو الديمقراطية
- متحف ذكرى الهولوكوست بالولايات المتحدة - تموجات الإبادة الجماعية: رحلة عبر شرق الكونغو، شهادات من زوار أجانب من 2002 و2003